# 赫羅米夫卡 (梅利托波爾區)
46°55′6″N 36°2′44″E / 46.91833°N 36.04556°E
赫羅米夫卡（烏克蘭語：Громівка）是位於烏克蘭東南部的村莊，由扎波羅熱州梅利托波爾區的新瓦西里夫卡市鎮負責管轄。該村距離馬爾亞尼夫卡1.5公里，始建於1881年，面積0.33平方公里，海拔高度57米，2001年人口7。